# Nereis ranzani
Nereis ranzani är en ringmaskart som beskrevs av Delle Chiaje 1828. Nereis ranzani ingår i släktet Nereis och familjen Nereididae. Inga underarter finns listade i Catalogue of Life.